# Уийлър (Тексас)
Уийлър (на английски: Wheeler) е град в Тексас, Съединени американски щати, административен център на окръг Уийлър. Намира се на 20 km от границата с Оклахома. Населението му е 1573 души (по приблизителна оценка от 2017 г.).
В Уийлър е роден космонавтът Алън Бийн (р. 1932).